# Svetovno prvenstvo v hokeju na ledu 1971
Svetovno prvenstvo v hokeju na ledu 1971 je bilo osemintrideseto Svetovno prvenstvo v hokeju na ledu. Potekalo je med 26. februarjem in 3. aprilom 1971 v Ženevi in Bernu, Švica (skupina A), Ženevi, Bernu, Lyssu in La Chaux-de-Fondsu, Švica (skupina B) ter Nijmegenu, Rotterdamu, Eindhovnu, Utrechtu, Tilburgu, Geleenu, 's-Hertogenboschu, Heerenveenu in Groningenu, Nizozemska (skupina C). Zlato medaljo je osvojila sovjetska reprezentanca, srebrno češkoslovaška, bronasto pa švedska, v konkurenci dvaindvajsetih reprezentanc, enajstič tudi jugoslovanske, ki je osvojila enajsto mesto. To je bil za sovjetsko reprezentanco deveti zaporedni in skupno enajsti naslov svetovnega prvaka. 

## Dobitniki medalj
| Zlato | Srebro | Bron |
| Sovjetska zvezaViktor Konovalenko Vladislav Tretjak Vitalij Davidov Viktor Kuzkin Jurij Ljapkin Vladimir Lutčenko Aleksander Ragulin Igor Romiševski Boris Mihajlov Vladimir Petrov Valerij Harlamov Jevgenij Mišakov Vjačeslav Staršinov Jevgenij Zimin Vladimir Vikulov Aleksander Malcev Anatolij Firsov Aleksander Martinjuk Vladimir Šadrin Genadij Cigankov | ČeškoslovaškaJiří Holeček Marcel Sakač Jan Suchý František Pospíšil Oldřich Machač František Panchártek Josef Horešovský Rudolf Tajcnár Jiří Bubla Jan Havel Václav Nedomanský Jiří Holík Eduard Novák Richard Farda Josef Černý Vladimír Martinec Ivan Hlinka Bohuslav Šťastný Jiří Kochta Bedřich Brunclík | ŠvedskaChrister Abrahamsson Leif Holmqvist William Löfqvist Thommy Abrahamsson Gunnar Andersson Thommie Bergman Arne Carlsson Kjell-Rune Milton Bert-Ola Nordlander Lennart Svedberg Inge Hammarström Stig-Göran Johansson Stefan Karlsson Hans Lindberg Tord Lundström Lars-Göran Nilsson Håkan Nygren Björn Palmqvist Håkan Pettersson Ulf Sterner Håkan Wickberg |

## Tekme

### Skupina A
| 19. marec 1971 | Češkoslovaška | 1:5 | ZDA | Bern, Švica |

| Poročilo tekme      | Poročilo tekme | Poročilo tekme | Poročilo tekme | Poročilo tekme |
| ------------------- | -------------- | -------------- | -------------- | -------------- |
| Začetek: ni podatka |                |                |                |                |

| 19. marec 1971 | Sovjetska zveza | 11:2 | Zahodna Nemčija | Bern, Švica |

| Poročilo tekme      | Poročilo tekme | Poročilo tekme | Poročilo tekme | Poročilo tekme |
| ------------------- | -------------- | -------------- | -------------- | -------------- |
| Začetek: ni podatka |                |                |                |                |

| 20. marec 1971 | ZDA | 2:4 | Švedska | Bern, Švica |

| Poročilo tekme      | Poročilo tekme | Poročilo tekme | Poročilo tekme | Poročilo tekme |
| ------------------- | -------------- | -------------- | -------------- | -------------- |
| Začetek: ni podatka |                |                |                |                |

| 20. marec 1971 | Zahodna Nemčija | 3:4 | Finska | Bern, Švica |

| Poročilo tekme      | Poročilo tekme | Poročilo tekme | Poročilo tekme | Poročilo tekme |
| ------------------- | -------------- | -------------- | -------------- | -------------- |
| Začetek: ni podatka |                |                |                |                |

| 21. marec 1971 | Češkoslovaška | 5:6 | Švedska | Bern, Švica |

| Poročilo tekme      | Poročilo tekme | Poročilo tekme | Poročilo tekme | Poročilo tekme |
| ------------------- | -------------- | -------------- | -------------- | -------------- |
| Začetek: ni podatka |                |                |                |                |

| 21. marec 1971 | Finska | 1:8 | Sovjetska zveza | Bern, Švica |

| Poročilo tekme      | Poročilo tekme | Poročilo tekme | Poročilo tekme | Poročilo tekme |
| ------------------- | -------------- | -------------- | -------------- | -------------- |
| Začetek: ni podatka |                |                |                |                |

| 22. marec 1971 | Češkoslovaška | 9:1 | Zahodna Nemčija | Bern, Švica |

| Poročilo tekme      | Poročilo tekme | Poročilo tekme | Poročilo tekme | Poročilo tekme |
| ------------------- | -------------- | -------------- | -------------- | -------------- |
| Začetek: ni podatka |                |                |                |                |

| 22. marec 1971 | Sovjetska zveza | 10:2 | ZDA | Bern, Švica |

| Poročilo tekme      | Poročilo tekme | Poročilo tekme | Poročilo tekme | Poročilo tekme |
| ------------------- | -------------- | -------------- | -------------- | -------------- |
| Začetek: ni podatka |                |                |                |                |

| 23. marec 1971 | Zahodna Nemčija | 2:7 | Švedska | Bern, Švica |

| Poročilo tekme      | Poročilo tekme | Poročilo tekme | Poročilo tekme | Poročilo tekme |
| ------------------- | -------------- | -------------- | -------------- | -------------- |
| Začetek: ni podatka |                |                |                |                |

| 23. marec 1971 | ZDA | 4:7 | Finska | Bern, Švica |

| Poročilo tekme      | Poročilo tekme | Poročilo tekme | Poročilo tekme | Poročilo tekme |
| ------------------- | -------------- | -------------- | -------------- | -------------- |
| Začetek: ni podatka |                |                |                |                |

| 24. marec 1971 | Finska | 1:1 | Švedska | Bern, Švica |

| Poročilo tekme      | Poročilo tekme | Poročilo tekme | Poročilo tekme | Poročilo tekme |
| ------------------- | -------------- | -------------- | -------------- | -------------- |
| Začetek: ni podatka |                |                |                |                |

| 24. marec 1971 | Češkoslovaška | 3:3 | Sovjetska zveza | Bern, Švica |

| Poročilo tekme      | Poročilo tekme | Poročilo tekme | Poročilo tekme | Poročilo tekme |
| ------------------- | -------------- | -------------- | -------------- | -------------- |
| Začetek: ni podatka |                |                |                |                |

| 25. marec 1971 | ZDA | 2:7 | Zahodna Nemčija | Bern, Švica |

| Poročilo tekme      | Poročilo tekme | Poročilo tekme | Poročilo tekme | Poročilo tekme |
| ------------------- | -------------- | -------------- | -------------- | -------------- |
| Začetek: ni podatka |                |                |                |                |

| 26. marec 1971 | Švedska | 0:8 | Sovjetska zveza | Bern, Švica |

| Poročilo tekme      | Poročilo tekme | Poročilo tekme | Poročilo tekme | Poročilo tekme |
| ------------------- | -------------- | -------------- | -------------- | -------------- |
| Začetek: ni podatka |                |                |                |                |

| 26. marec 1971 | Češkoslovaška | 5:0 | Finska | Bern, Švica |

| Poročilo tekme      | Poročilo tekme | Poročilo tekme | Poročilo tekme | Poročilo tekme |
| ------------------- | -------------- | -------------- | -------------- | -------------- |
| Začetek: ni podatka |                |                |                |                |

| 27. marec 1971 | Češkoslovaška | 5:0 | ZDA | Ženeva, Švica |

| Poročilo tekme      | Poročilo tekme | Poročilo tekme | Poročilo tekme | Poročilo tekme |
| ------------------- | -------------- | -------------- | -------------- | -------------- |
| Začetek: ni podatka |                |                |                |                |

| 27. marec 1971 | Zahodna Nemčija | 2:12 | Sovjetska zveza | Ženeva, Švica |

| Poročilo tekme      | Poročilo tekme | Poročilo tekme | Poročilo tekme | Poročilo tekme |
| ------------------- | -------------- | -------------- | -------------- | -------------- |
| Začetek: ni podatka |                |                |                |                |

| 28. marec 1971 | Švedska | 4:3 | ZDA | Ženeva, Švica |

| Poročilo tekme      | Poročilo tekme | Poročilo tekme | Poročilo tekme | Poročilo tekme |
| ------------------- | -------------- | -------------- | -------------- | -------------- |
| Začetek: ni podatka |                |                |                |                |

| 28. marec 1971 | Finska | 7:2 | Zahodna Nemčija | Ženeva, Švica |

| Poročilo tekme      | Poročilo tekme | Poročilo tekme | Poročilo tekme | Poročilo tekme |
| ------------------- | -------------- | -------------- | -------------- | -------------- |
| Začetek: ni podatka |                |                |                |                |

| 29. marec 1971 | Sovjetska zveza | 10:1 | Finska | Ženeva, Švica |

| Poročilo tekme      | Poročilo tekme | Poročilo tekme | Poročilo tekme | Poročilo tekme |
| ------------------- | -------------- | -------------- | -------------- | -------------- |
| Začetek: ni podatka |                |                |                |                |

| 29. marec 1971 | Češkoslovaška | 3:1 | Švedska | Ženeva, Švica |

| Poročilo tekme      | Poročilo tekme | Poročilo tekme | Poročilo tekme | Poročilo tekme |
| ------------------- | -------------- | -------------- | -------------- | -------------- |
| Začetek: ni podatka |                |                |                |                |

| 30. marec 1971 | Češkoslovaška | 4:0 | Zahodna Nemčija | Ženeva, Švica |

| Poročilo tekme      | Poročilo tekme | Poročilo tekme | Poročilo tekme | Poročilo tekme |
| ------------------- | -------------- | -------------- | -------------- | -------------- |
| Začetek: ni podatka |                |                |                |                |

| 30. marec 1971 | ZDA | 5:7 | Sovjetska zveza | Ženeva, Švica |

| Poročilo tekme      | Poročilo tekme | Poročilo tekme | Poročilo tekme | Poročilo tekme |
| ------------------- | -------------- | -------------- | -------------- | -------------- |
| Začetek: ni podatka |                |                |                |                |

| 31. marec 1971 | Švedska | 1:2 | Zahodna Nemčija | Ženeva, Švica |

| Poročilo tekme      | Poročilo tekme | Poročilo tekme | Poročilo tekme | Poročilo tekme |
| ------------------- | -------------- | -------------- | -------------- | -------------- |
| Začetek: ni podatka |                |                |                |                |

| 31. marec 1971 | Finska | 7:3 | ZDA | Ženeva, Švica |

| Poročilo tekme      | Poročilo tekme | Poročilo tekme | Poročilo tekme | Poročilo tekme |
| ------------------- | -------------- | -------------- | -------------- | -------------- |
| Začetek: ni podatka |                |                |                |                |

| 1. april 1971 | Švedska | 2:1 | Finska | Ženeva, Švica |

| Poročilo tekme      | Poročilo tekme | Poročilo tekme | Poročilo tekme | Poročilo tekme |
| ------------------- | -------------- | -------------- | -------------- | -------------- |
| Začetek: ni podatka |                |                |                |                |

| 1. april 1971 | Češkoslovaška | 5:2 | Sovjetska zveza | Ženeva, Švica |

| Poročilo tekme      | Poročilo tekme | Poročilo tekme | Poročilo tekme | Poročilo tekme |
| ------------------- | -------------- | -------------- | -------------- | -------------- |
| Začetek: ni podatka |                |                |                |                |

| 2. april 1971 | Zahodna Nemčija | 1:5 | ZDA | Ženeva, Švica |

| Poročilo tekme      | Poročilo tekme | Poročilo tekme | Poročilo tekme | Poročilo tekme |
| ------------------- | -------------- | -------------- | -------------- | -------------- |
| Začetek: ni podatka |                |                |                |                |

| 3. april 1971 | Češkoslovaška | 5:2 | Finska | Ženeva, Švica |

| Poročilo tekme      | Poročilo tekme | Poročilo tekme | Poročilo tekme | Poročilo tekme |
| ------------------- | -------------- | -------------- | -------------- | -------------- |
| Začetek: ni podatka |                |                |                |                |

| 3. april 1971 | Sovjetska zveza | 6:3 | Švedska | Ženeva, Švica |

| Poročilo tekme      | Poročilo tekme | Poročilo tekme | Poročilo tekme | Poročilo tekme |
| ------------------- | -------------- | -------------- | -------------- | -------------- |
| Začetek: ni podatka |                |                |                |                |

#### Lestvica
OT-odigrane tekme, z-zmage, n-neodločeni izidi, P-porazi, DG-doseženo goli, PG-prejeti goli, GR-gol razlika, T-točke.
| # | Reprezentanca   | OT | Z | N | P | DG | PG | GR  | T  |
| - | --------------- | -- | - | - | - | -- | -- | --- | -- |
| 1 | Sovjetska zveza | 10 | 8 | 1 | 1 | 77 | 24 | +53 | 17 |
| 2 | Češkoslovaška   | 10 | 7 | 1 | 2 | 44 | 20 | +22 | 15 |
| 3 | Švedska         | 10 | 5 | 1 | 4 | 29 | 33 | -4  | 11 |
| 4 | Finska          | 10 | 4 | 1 | 5 | 31 | 42 | -11 | 9  |
| 5 | Zahodna Nemčija | 10 | 2 | 0 | 8 | 22 | 62 | -40 | 4  |
| 6 | ZDA             | 10 | 2 | 0 | 8 | 31 | 53 | -22 | 4  |

- Ameriška reprezentanca je izpadla v skupino B.

### Skupina B
| 5. marec 1971 | Norveška | 6:3 | Jugoslavija | Bern, Švica |

| Poročilo tekme      | Poročilo tekme | Poročilo tekme | Poročilo tekme | Poročilo tekme |
| ------------------- | -------------- | -------------- | -------------- | -------------- |
| Začetek: ni podatka |                |                |                |                |

| 5. marec 1971 | Poljska | 6:2 | Italija | Bern, Švica |

| Poročilo tekme      | Poročilo tekme | Poročilo tekme | Poročilo tekme | Poročilo tekme |
| ------------------- | -------------- | -------------- | -------------- | -------------- |
| Začetek: ni podatka |                |                |                |                |

| 5. marec 1971 | Vzhodna Nemčija | 9:4 | Japonska | Bern, Švica |

| Poročilo tekme      | Poročilo tekme | Poročilo tekme | Poročilo tekme | Poročilo tekme |
| ------------------- | -------------- | -------------- | -------------- | -------------- |
| Začetek: ni podatka |                |                |                |                |

| 5. marec 1971 | Švica | 4:1 | Avstrija | Bern, Švica |

| Poročilo tekme      | Poročilo tekme | Poročilo tekme | Poročilo tekme | Poročilo tekme |
| ------------------- | -------------- | -------------- | -------------- | -------------- |
| Začetek: ni podatka |                |                |                |                |

| 6. marec 1971 | Jugoslavija | 3:1 | Avstrija | Lyss, Švica |

| Poročilo tekme      | Poročilo tekme | Poročilo tekme | Poročilo tekme | Poročilo tekme |
| ------------------- | -------------- | -------------- | -------------- | -------------- |
| Začetek: ni podatka |                |                |                |                |

| 6. marec 1971 | Italija | 4:4 | Japonska | Bern, Švica |

| Poročilo tekme      | Poročilo tekme | Poročilo tekme | Poročilo tekme | Poročilo tekme |
| ------------------- | -------------- | -------------- | -------------- | -------------- |
| Začetek: ni podatka |                |                |                |                |

| 6. marec 1971 | Švica | 3:2 | Norveška | Lyss, Švica |

| Poročilo tekme      | Poročilo tekme | Poročilo tekme | Poročilo tekme | Poročilo tekme |
| ------------------- | -------------- | -------------- | -------------- | -------------- |
| Začetek: ni podatka |                |                |                |                |

| 7. marec 1971 | Poljska | 7:4 | Vzhodna Nemčija | Bern, Švica |

| Poročilo tekme      | Poročilo tekme | Poročilo tekme | Poročilo tekme | Poročilo tekme |
| ------------------- | -------------- | -------------- | -------------- | -------------- |
| Začetek: ni podatka |                |                |                |                |

| 8. marec 1971 | Norveška | 7:2 | Italija | Bern, Švica |

| Poročilo tekme      | Poročilo tekme | Poročilo tekme | Poročilo tekme | Poročilo tekme |
| ------------------- | -------------- | -------------- | -------------- | -------------- |
| Začetek: ni podatka |                |                |                |                |

| 8. marec 1971 | Japonska | 6:2 | Avstrija | Ženeva, Švica |

| Poročilo tekme      | Poročilo tekme | Poročilo tekme | Poročilo tekme | Poročilo tekme |
| ------------------- | -------------- | -------------- | -------------- | -------------- |
| Začetek: ni podatka |                |                |                |                |

| 8. marec 1971 | Vzhodna Nemčija | 5:3 | Jugoslavija | Bern, Švica |

| Poročilo tekme      | Poročilo tekme | Poročilo tekme | Poročilo tekme | Poročilo tekme |
| ------------------- | -------------- | -------------- | -------------- | -------------- |
| Začetek: ni podatka |                |                |                |                |

| 8. marec 1971 | Švica | 4:4 | Poljska | La Chaux-de-Fonds, Švica |

| Poročilo tekme      | Poročilo tekme | Poročilo tekme | Poročilo tekme | Poročilo tekme |
| ------------------- | -------------- | -------------- | -------------- | -------------- |
| Začetek: ni podatka |                |                |                |                |

| 9. marec 1971 | Vzhodna Nemčija | 11:0 | Italija | Bern, Švica |

| Poročilo tekme      | Poročilo tekme | Poročilo tekme | Poročilo tekme | Poročilo tekme |
| ------------------- | -------------- | -------------- | -------------- | -------------- |
| Začetek: ni podatka |                |                |                |                |

| 9. marec 1971 | Norveška | 8:2 | Avstrija | Ženeva, Švica |

| Poročilo tekme      | Poročilo tekme | Poročilo tekme | Poročilo tekme | Poročilo tekme |
| ------------------- | -------------- | -------------- | -------------- | -------------- |
| Začetek: ni podatka |                |                |                |                |

| 9. marec 1971 | Švica | 8:5 | Jugoslavija | La Chaux-de-Fonds, Švica |

| Poročilo tekme      | Poročilo tekme | Poročilo tekme | Poročilo tekme | Poročilo tekme |
| ------------------- | -------------- | -------------- | -------------- | -------------- |
| Začetek: ni podatka |                |                |                |                |

| 10. marec 1971 | Japonska | 6:4 | Poljska | Lyss, Švica |

| Poročilo tekme      | Poročilo tekme | Poročilo tekme | Poročilo tekme | Poročilo tekme |
| ------------------- | -------------- | -------------- | -------------- | -------------- |
| Začetek: ni podatka |                |                |                |                |

| 11. marec 1971 | Vzhodna Nemčija | 11:3 | Avstrija | Lyss, Švica |

| Poročilo tekme      | Poročilo tekme | Poročilo tekme | Poročilo tekme | Poročilo tekme |
| ------------------- | -------------- | -------------- | -------------- | -------------- |
| Začetek: ni podatka |                |                |                |                |

| 11. marec 1971 | Italija | 4:4 | Jugoslavija | Bern, Švica |

| Poročilo tekme      | Poročilo tekme | Poročilo tekme | Poročilo tekme | Poročilo tekme |
| ------------------- | -------------- | -------------- | -------------- | -------------- |
| Začetek: ni podatka |                |                |                |                |

| 11. marec 1971 | Poljska | 8:1 | Norveška | Bern, Švica |

| Poročilo tekme      | Poročilo tekme | Poročilo tekme | Poročilo tekme | Poročilo tekme |
| ------------------- | -------------- | -------------- | -------------- | -------------- |
| Začetek: ni podatka |                |                |                |                |

| 11. marec 1971 | Švica | 4:1 | Japonska | La Chaux-de-Fonds, Švica |

| Poročilo tekme      | Poročilo tekme | Poročilo tekme | Poročilo tekme | Poročilo tekme |
| ------------------- | -------------- | -------------- | -------------- | -------------- |
| Začetek: ni podatka |                |                |                |                |

| 13. marec 1971 | Norveška | 10:6 | Japonska | La Chaux-de-Fonds, Švica |

| Poročilo tekme      | Poročilo tekme | Poročilo tekme | Poročilo tekme | Poročilo tekme |
| ------------------- | -------------- | -------------- | -------------- | -------------- |
| Začetek: ni podatka |                |                |                |                |

| 13. marec 1971 | Poljska | 4:0 | Jugoslavija | Bern, Švica |

| Poročilo tekme      | Poročilo tekme | Poročilo tekme | Poročilo tekme | Poročilo tekme |
| ------------------- | -------------- | -------------- | -------------- | -------------- |
| Začetek: ni podatka |                |                |                |                |

| 13. marec 1971 | Avstrija | 6:0 | Italija | Ženeva, Švica |

| Poročilo tekme      | Poročilo tekme | Poročilo tekme | Poročilo tekme | Poročilo tekme |
| ------------------- | -------------- | -------------- | -------------- | -------------- |
| Začetek: ni podatka |                |                |                |                |

| 13. marec 1971 | Švica | 3:1 | Vzhodna Nemčija | Bern, Švica |

| Poročilo tekme      | Poročilo tekme | Poročilo tekme | Poročilo tekme | Poročilo tekme |
| ------------------- | -------------- | -------------- | -------------- | -------------- |
| Začetek: ni podatka |                |                |                |                |

| 14. marec 1971 | Jugoslavija | 7:6 | Japonska | Bern, Švica |

| Poročilo tekme      | Poročilo tekme | Poročilo tekme | Poročilo tekme | Poročilo tekme |
| ------------------- | -------------- | -------------- | -------------- | -------------- |
| Začetek: ni podatka |                |                |                |                |

| 14. marec 1971 | Poljska | 3:2 | Avstrija | Ženeva, Švica |

| Poročilo tekme      | Poročilo tekme | Poročilo tekme | Poročilo tekme | Poročilo tekme |
| ------------------- | -------------- | -------------- | -------------- | -------------- |
| Začetek: ni podatka |                |                |                |                |

| 14. marec 1971 | Vzhodna Nemčija | 8:4 | Norveška | La Chaux-de-Fonds, Švica |

| Poročilo tekme      | Poročilo tekme | Poročilo tekme | Poročilo tekme | Poročilo tekme |
| ------------------- | -------------- | -------------- | -------------- | -------------- |
| Začetek: ni podatka |                |                |                |                |

| 14. marec 1971 | Švica | 5:0 | Italija | Lyss, Švica |

| Poročilo tekme      | Poročilo tekme | Poročilo tekme | Poročilo tekme | Poročilo tekme |
| ------------------- | -------------- | -------------- | -------------- | -------------- |
| Začetek: ni podatka |                |                |                |                |

#### Lestvica
OT-odigrane tekme, z-zmage, n-neodločeni izidi, P-porazi, DG-doseženo goli, PG-prejeti goli, GR-gol razlika, T-točke.
| #  | Reprezentanca   | OT | Z | N | P | DG | PG | GR  | T  |
| -- | --------------- | -- | - | - | - | -- | -- | --- | -- |
| 7  | Švica           | 7  | 6 | 1 | 0 | 31 | 14 | +17 | 13 |
| 8  | Poljska         | 7  | 5 | 1 | 1 | 36 | 19 | +17 | 11 |
| 9  | Vzhodna Nemčija | 7  | 5 | 0 | 2 | 49 | 24 | +25 | 10 |
| 10 | Norveška        | 7  | 4 | 0 | 3 | 37 | 32 | +5  | 8  |
| 11 | Jugoslavija     | 7  | 2 | 1 | 4 | 25 | 34 | -9  | 5  |
| 12 | Japonska        | 7  | 2 | 1 | 4 | 33 | 40 | -7  | 5  |
| 13 | Avstrija        | 7  | 1 | 0 | 6 | 17 | 34 | -17 | 2  |
| 14 | Italija         | 7  | 0 | 2 | 5 | 12 | 43 | -31 | 2  |

- Švicarska reprezentanca se je uvrstila v skupino A.
- Avstrijska in italijanska reprezentanca sta izpadli v skupino C.

### Skupina C
| 26. februar 1971 | Madžarska | 7:6 | Bolgarija | Nijmegen, Nizozemska |

| Poročilo tekme      | Poročilo tekme | Poročilo tekme | Poročilo tekme | Poročilo tekme |
| ------------------- | -------------- | -------------- | -------------- | -------------- |
| Začetek: ni podatka |                |                |                |                |

| 26. februar 1971 | Francija | 1:7 | Romunija | Utrecht, Nizozemska |

| Poročilo tekme      | Poročilo tekme | Poročilo tekme | Poročilo tekme | Poročilo tekme |
| ------------------- | -------------- | -------------- | -------------- | -------------- |
| Začetek: ni podatka |                |                |                |                |

| 26. februar 1971 | Združeno kraljestvo | 18:2 | Belgija | Eindhoven, Nizozemska |

| Poročilo tekme      | Poročilo tekme | Poročilo tekme | Poročilo tekme | Poročilo tekme |
| ------------------- | -------------- | -------------- | -------------- | -------------- |
| Začetek: ni podatka |                |                |                |                |

| 26. februar 1971 | Nizozemska | 3:1 | Danska | Tilburg, Nizozemska |

| Poročilo tekme      | Poročilo tekme | Poročilo tekme | Poročilo tekme | Poročilo tekme |
| ------------------- | -------------- | -------------- | -------------- | -------------- |
| Začetek: ni podatka |                |                |                |                |

| 27. februar 1971 | Danska | 1:6 | Romunija | Rotterdam, Nizozemska |

| Poročilo tekme      | Poročilo tekme | Poročilo tekme | Poročilo tekme | Poročilo tekme |
| ------------------- | -------------- | -------------- | -------------- | -------------- |
| Začetek: ni podatka |                |                |                |                |

| 27. februar 1971 | Belgija | 1:18 | Francija | Utrecht, Nizozemska |

| Poročilo tekme      | Poročilo tekme | Poročilo tekme | Poročilo tekme | Poročilo tekme |
| ------------------- | -------------- | -------------- | -------------- | -------------- |
| Začetek: ni podatka |                |                |                |                |

| 27. februar 1971 | Madžarska | 7:6 | Združeno kraljestvo | Tilburg, Nizozemska |

| Poročilo tekme      | Poročilo tekme | Poročilo tekme | Poročilo tekme | Poročilo tekme |
| ------------------- | -------------- | -------------- | -------------- | -------------- |
| Začetek: ni podatka |                |                |                |                |

| 27. februar 1971 | Nizozemska | 0:7 | Bolgarija | Geleen, Nizozemska |

| Poročilo tekme      | Poročilo tekme | Poročilo tekme | Poročilo tekme | Poročilo tekme |
| ------------------- | -------------- | -------------- | -------------- | -------------- |
| Začetek: ni podatka |                |                |                |                |

| 1 marec 1971 | Francija | 2:1 | Bolgarija | Tilburg, Nizozemska |

| Poročilo tekme      | Poročilo tekme | Poročilo tekme | Poročilo tekme | Poročilo tekme |
| ------------------- | -------------- | -------------- | -------------- | -------------- |
| Začetek: ni podatka |                |                |                |                |

| 1 marec 1971 | Madžarska | 3:3 | Romunija | Eindhoven, Nizozemska |

| Poročilo tekme      | Poročilo tekme | Poročilo tekme | Poročilo tekme | Poročilo tekme |
| ------------------- | -------------- | -------------- | -------------- | -------------- |
| Začetek: ni podatka |                |                |                |                |

| 1 marec 1971 | Danska | 21:1 | Belgija | Rotterdam, Nizozemska |

| Poročilo tekme      | Poročilo tekme | Poročilo tekme | Poročilo tekme | Poročilo tekme |
| ------------------- | -------------- | -------------- | -------------- | -------------- |
| Začetek: ni podatka |                |                |                |                |

| 1 marec 1971 | Nizozemska | 4:7 | Združeno kraljestvo | 's-Hertogenbosch, Nizozemska |

| Poročilo tekme      | Poročilo tekme | Poročilo tekme | Poročilo tekme | Poročilo tekme |
| ------------------- | -------------- | -------------- | -------------- | -------------- |
| Začetek: ni podatka |                |                |                |                |

| 2. marec 1971 | Združeno kraljestvo | 5:4 | Danska | Nijmegen, Nizozemska |

| Poročilo tekme      | Poročilo tekme | Poročilo tekme | Poročilo tekme | Poročilo tekme |
| ------------------- | -------------- | -------------- | -------------- | -------------- |
| Začetek: ni podatka |                |                |                |                |

| 2. marec 1971 | Madžarska | 4:8 | Francija | Rotterdam, Nizozemska |

| Poročilo tekme      | Poročilo tekme | Poročilo tekme | Poročilo tekme | Poročilo tekme |
| ------------------- | -------------- | -------------- | -------------- | -------------- |
| Začetek: ni podatka |                |                |                |                |

| 2. marec 1971 | Bolgarija | 2:12 | Romunija | Utrecht, Nizozemska |

| Poročilo tekme      | Poročilo tekme | Poročilo tekme | Poročilo tekme | Poročilo tekme |
| ------------------- | -------------- | -------------- | -------------- | -------------- |
| Začetek: ni podatka |                |                |                |                |

| 2. marec 1971 | Nizozemska | 18:0 | Belgija | Eindhoven, Nizozemska |

| Poročilo tekme      | Poročilo tekme | Poročilo tekme | Poročilo tekme | Poročilo tekme |
| ------------------- | -------------- | -------------- | -------------- | -------------- |
| Začetek: ni podatka |                |                |                |                |

| 4. marec 1971 | Francija | 6:4 | Združeno kraljestvo | Groningen, Nizozemska |

| Poročilo tekme      | Poročilo tekme | Poročilo tekme | Poročilo tekme | Poročilo tekme |
| ------------------- | -------------- | -------------- | -------------- | -------------- |
| Začetek: ni podatka |                |                |                |                |

| 4. marec 1971 | Danska | 5:4 | Bolgarija | Heerenveen, Nizozemska |

| Poročilo tekme      | Poročilo tekme | Poročilo tekme | Poročilo tekme | Poročilo tekme |
| ------------------- | -------------- | -------------- | -------------- | -------------- |
| Začetek: ni podatka |                |                |                |                |

| 4. marec 1971 | Madžarska | 31:1 | Belgija | 's-Hertogenbosch, Nizozemska |

| Poročilo tekme      | Poročilo tekme | Poročilo tekme | Poročilo tekme | Poročilo tekme |
| ------------------- | -------------- | -------------- | -------------- | -------------- |
| Začetek: ni podatka |                |                |                |                |

| 4. marec 1971 | Nizozemska | 2:10 | Romunija | Tilburg, Nizozemska |

| Poročilo tekme      | Poročilo tekme | Poročilo tekme | Poročilo tekme | Poročilo tekme |
| ------------------- | -------------- | -------------- | -------------- | -------------- |
| Začetek: ni podatka |                |                |                |                |

| 5. marec 1971 | Združeno kraljestvo | 5:5 | Bolgarija | Heerenveen, Nizozemska |

| Poročilo tekme      | Poročilo tekme | Poročilo tekme | Poročilo tekme | Poročilo tekme |
| ------------------- | -------------- | -------------- | -------------- | -------------- |
| Začetek: ni podatka |                |                |                |                |

| 5. marec 1971 | Romunija | 21:1 | Belgija | Tilburg, Nizozemska |

| Poročilo tekme      | Poročilo tekme | Poročilo tekme | Poročilo tekme | Poročilo tekme |
| ------------------- | -------------- | -------------- | -------------- | -------------- |
| Začetek: ni podatka |                |                |                |                |

| 5. marec 1971 | Danska | 1:5 | Francija | Groningen, Nizozemska |

| Poročilo tekme      | Poročilo tekme | Poročilo tekme | Poročilo tekme | Poročilo tekme |
| ------------------- | -------------- | -------------- | -------------- | -------------- |
| Začetek: ni podatka |                |                |                |                |

| 5. marec 1971 | Nizozemska | 3:4 | Madžarska | Rotterdam, Nizozemska |

| Poročilo tekme      | Poročilo tekme | Poročilo tekme | Poročilo tekme | Poročilo tekme |
| ------------------- | -------------- | -------------- | -------------- | -------------- |
| Začetek: ni podatka |                |                |                |                |

| 7. marec 1971 | Bolgarija | 11:1 | Belgija | Rotterdam, Nizozemska |

| Poročilo tekme      | Poročilo tekme | Poročilo tekme | Poročilo tekme | Poročilo tekme |
| ------------------- | -------------- | -------------- | -------------- | -------------- |
| Začetek: ni podatka |                |                |                |                |

| 7. marec 1971 | Danska | 0:2 | Madžarska | Eindhoven, Nizozemska |

| Poročilo tekme      | Poročilo tekme | Poročilo tekme | Poročilo tekme | Poročilo tekme |
| ------------------- | -------------- | -------------- | -------------- | -------------- |
| Začetek: ni podatka |                |                |                |                |

| 7. marec 1971 | Romunija | 11:2 | Združeno kraljestvo | Geleen, Nizozemska |

| Poročilo tekme      | Poročilo tekme | Poročilo tekme | Poročilo tekme | Poročilo tekme |
| ------------------- | -------------- | -------------- | -------------- | -------------- |
| Začetek: ni podatka |                |                |                |                |

| 7. marec 1971 | Nizozemska | 2:9 | Francija | Utrecht, Nizozemska |

| Poročilo tekme      | Poročilo tekme | Poročilo tekme | Poročilo tekme | Poročilo tekme |
| ------------------- | -------------- | -------------- | -------------- | -------------- |
| Začetek: ni podatka |                |                |                |                |

#### Lestvica
OT-odigrane tekme, z-zmage, n-neodločeni izidi, P-porazi, DG-doseženo goli, PG-prejeti goli, GR-gol razlika, T-točke.
| #  | Reprezentanca       | OT | Z | N | P | DG | PG  | GR   | T  |
| -- | ------------------- | -- | - | - | - | -- | --- | ---- | -- |
| 15 | Romunija            | 7  | 6 | 1 | 0 | 70 | 11  | +59  | 13 |
| 16 | Francija            | 7  | 6 | 0 | 1 | 49 | 20  | +29  | 12 |
| 17 | Madžarska           | 7  | 5 | 1 | 1 | 58 | 27  | +31  | 11 |
| 18 | Združeno kraljestvo | 7  | 3 | 1 | 3 | 47 | 39  | +8   | 7  |
| 19 | Bolgarija           | 7  | 2 | 1 | 4 | 36 | 32  | +4   | 5  |
| 20 | Nizozemska          | 7  | 2 | 0 | 5 | 32 | 38  | -6   | 4  |
| 21 | Danska              | 7  | 2 | 0 | 5 | 33 | 26  | -7   | 4  |
| 22 | Belgija             | 7  | 0 | 0 | 7 | 6  | 138 | -132 | 0  |

- Romunska in francoska reprezentanca sta se uvrstili v skupino B.

## Končni vrstni red
1. Sovjetska zveza
2. Češkoslovaška
3. Švedska
4. Finska
5. Zahodna Nemčija
6. ZDA
7. Švica
8. Poljska
9. Vzhodna Nemčija
10. Norveška
11. Jugoslavija
12. Japonska
13. Avstrija
14. Italija
15. Romunija
16. Francija
17. Madžarska
18. Združeno kraljestvo
19. Bolgarija
20. Nizozemska
21. Danska
22. Belgija